# Lullabies to Paralyze
Lullabies to Paralyze è il quarto album in studio dei Queens of the Stone Age, pubblicato nel 2005. Il titolo è tratto da una frase presente nel brano Mosquito Song del precedente album Songs for the Deaf.

## Tracce
1. This Lullaby - 1:22 - (Castillo/Homme/Van Leeuwen)
2. Medication - 1:54 - (Castillo/Homme/Lanegan/Van Leeuwen)
3. Everybody Knows That You Are Insane - 4:14 - (Castillo/Homme/Van Leeuwen)
4. Tangled Up in Plaid - 4:13 - (Castillo/Homme/Lanegan/Van Leeuwen)
5. Burn the Witch - 3:35 - (Castillo/Homme/Van Leeuwen)
6. In My Head - 4:01 - (Castillo/Freese/Homme/Johannes/Lanegan/Van Leeuwen)
7. Little Sister - 2:54 - (Castillo/Homme/Van Leeuwen)
8. I Never Came - 4:48 - (Castillo/Homme/Van Leeuwen)
9. Someone's in the Wolf - 7:15 - (Castillo/Homme/Van Leeuwen)
10. The Blood Is Love - 6:37 - (Castillo/Homme/Van Leeuwen)
11. Skin on Skin - 3:42 - (Castillo/Homme/Van Leeuwen)
12. Broken Box - 3:02 -  (Castillo/Homme/Van Leeuwen)
13. "You Got a Killer Scene There, Man..." - 4:56 - (Castillo/Homme/Van Leeuwen)
14. Long Slow Goodbye - 6:53 - (Castillo/Homme/Lanegan/Van Leeuwen)

- Nel disco avrebbe dovuto essere inclusa anche la traccia "The Fun Machine Took a Shit & Died" ma, secondo quanto riportato dall'entourage del gruppo, le registrazioni del pezzo furono rubate o più probabilmente perse. Il gruppo in seguito inserì una versione eseguita dal vivo del brano nel DVD contenuto nel successivo album Over the Years and Through the Woods.

## Formazione

### Gruppo
- Josh Homme - voce, chitarra, basso, battito di mani, pianoforte, batteria, percussioni
- Troy Van Leeuwen - chitarra, battito di mani, basso, lap steel guitar, tastiera, pianoforte
- Alain Johannes - basso, flauto, chitarra
- Joey Castillo - batteria, pianoforte, percussioni, battito di mani
- Mark Lanegan - voce in This Lullaby, Burn the Witch e You Got a Killer Scene There, Man..., cori

### Altri musicisti
- Chris Goss - voce in You Got a Killer Scene There, Man...
- Billy Gibbons - voce, chitarra in Burn The Witch
- Joe Barresi - triangolo
- Jesse Hughes - flauto in Someone's in the Wolf
- Shirley Manson - voce in You Got a Killer Scene There, Man...
- Brody Dalle - voce in You Got a Killer Scene There, Man...